# ژوکوفکا
شهر ژوکوفکا (به روسی: Жуковка) در کشور روسیه و در اوبلاست بریانسک واقع شده‌است.